# Ruby
Ruby（ルビー）は、まつもとゆきひろ（通称: Matz）により開発された、簡潔な文法が特徴的なオブジェクト指向スクリプト言語。
日本で開発されたプログラミング言語としては初めて国際電気標準会議（IEC）で国際規格に認証された事例となった。

## 概要
Rubyは、1993年2月24日に生まれ、1995年12月にfj上で発表された。6月の誕生石Pearl（真珠）と同じ発音をするプログラミング言語 Perlに続くという意味で、7月の誕生石Ruby（ルビー）から名付けられた。
文字列・数値等すべてのデータをオブジェクトとして扱うオブジェクト指向プログラミング言語である。
クラス、ガベージコレクション、例外処理、Mixin、正規表現等の基本機能に、別途機能をRubyGemsで追加することが可能である。
（2025年8月現在）言語仕様は明文化されていないが、（2010年6月以降）JRubyやRubiniusといった互換実装の作者を中心に機械実行可能な形で明文化するRubySpecという試みが行われている。
2011年3月22日にJIS規格（JIS X 3017）が制定され、その後2012年4月1日に、日本発のプログラミング言語では初めてISO/IEC規格（ISO/IEC 30170）に承認された。
バージョン1.9.3以降、BSDとのデュアルライセンスで頒布されている。

## 設計思想
Matzは「Rubyの言語仕様策定において最も重視しているのはストレスなくプログラミングを楽しむことである (enjoy programming)」と述べている。
ただし、Matzによる明文化された言語仕様は存在しない。Perlのモットー「やり方はいろいろある (There's More Than One Way To Do It; TMTOWTDI)」は「多様性は善 (Diversity is Good)」というスローガンで Ruby に引き継がれてはいるものの最重要なものではないとも述べており、非推奨な手法も可能にするとともに、そのような手法を言語仕様により使いにくくすることによって自粛を促している。
また、Matzは『まつもとゆきひろ コードの世界 スーパー・プログラマになる14の思考法』でもRubyの開発理由を次のように述べている。
また、英語圏の開発者の間ではMINASWAN (Matz is nice and so we are nice. 和訳: Matzがナイスだから我々もナイスであろう) の標語が用いられている。
「Python、PHP、Perlでは静的型を導入しているため、Rubyも型を導入するべきでは」と長年言われているが、Matzは「Rubyに型を取り入れたくない。DRY (Don't repeat yourself)ではないから⁠」⁠「⁠型宣言することはコンピュータに使われているような気になる」と否定的であり、2019年5月現在Rubyに静的型が導入される予定はない。
クラス名はアルファベットの大文字から始めるという制約があり、日本語などの非ASCII文字のみでクラス名を定義する方法がない。この件についてMatzは以下のように語っており、英語を共通言語として使うべきであるという立場を表明している。

## 実装

### 公式な実装
Rubyの公式な実装には、以下の二種類が存在する。
MRI（Matz' Ruby Implementation）
Matzによって開発されはじめたC言語による実装であり、最も広く使われている。狭義として、evalを中心とした部分が次で述べるYARVに更新される以前（1.8.x以前）のバージョンを指して言うこともある。JRuby などに対して CRuby と呼ばれることもある。また、JRuby などに対して、広義として YARV 以降も含んで言うこともある。
YARV
1.9で採用された、MRIのevalをバイトコードを実行するタイプに置き換えたもの。（狭義の）MRIはソースコードを構文木にコンパイルした後、構文木を解釈する仮想機械であるevalで実行するインタプリタであるが、YARVはソースコードをバイトコードにコンパイルした後、バイトコードを解釈する仮想機械であるevalで実行するインタプリタである。Javaなどのバイトコードとは違い、このバイトコードはファイルとしては生成されない（ファイルとして静的に外部化することを考慮した設計では基本的になく、シンボルを多用するなどしている）。なお「YARV」は、もともとは開発中におけるその仮想機械の名前だった。

### その他の実装
JRuby
Java 言語による実装。純粋な Java で行われているため、プラットフォーム非依存の利用が可能。ほとんどの Ruby クラスが組み込みで提供されている。インタープリタ・実行時コンパイラ・事前コンパイラの3種類が用意されている。事前コンパイラでは、Java バイトコードへ変換し、JRuby が無くても他の Java プラットフォーム上で動作させることが可能となる。
IronRuby
.NET Framework 上で Ruby を動作させる実装であり、.NET Framework のライブラリと連携させることができる。JIT方式のバイトコードインタプリタ。共通言語基盤に準拠した実装（Monoなど）で動作するため、プラットフォーム非依存の利用も可能（ただし、ソースコードが .NET Framework のライブラリに依存している場合は Mono での動作は不可能）。
MacRuby
macOS 上で動作する Ruby 実装。Cocoa を含む様々なフレームワークとの連携が可能。RubyCocoa の問題点を解決するために開発されている。
Rubinius
仮想機械上で Ruby を実行するJIT方式のバイトコードインタプリタ。大部分が Ruby で実装されている。
MagLev
smalltalk仮想マシン上で動作する実装 MagLev。
mruby
組み込みシステム向けの軽量版。家電製品の他、スマートフォン、ゲームなどでの使用を想定している。
その他
Parrot 上で Ruby を動作させるための実装なども開発されている。

## コード例
ウィキブックスには、より多くの基本的なコード例が記載されています。

### 基本的なコード
文字列・数値等すべてのデータがオブジェクトである。
```
p
 
-
199
.
abs
                                       
#=> 199

p
 
"ruby is cool"
.
length
                          
#=> 12

p
 
"Rick"
.
index
(
"c"
)
                              
#=> 2

p
 
"Nice Day Isn't It?"
.
split
(
//
)
.
uniq
.
sort
.
join
  
#=> " '?DINaceinsty"

```

### 変数と定数
小文字 または '_' で始まる識別子は ローカル変数
```
var
 
=
 
123

p
 
var
 
=
 
456
 
#=> 456

```

```
_v
 
=
 
123

p
 
_v
 
=
 
456
 
#=> 456

```

'$' で始まる識別子は グローバル変数
```
$var
 
=
 
123

p
 
$var
 
=
 
456
 
#=> 456

```

アルファベット大文字 [A-Z]で始まる識別子は 定数
```
Var
 
=
 
123

p
 
Var
 
=
 
456
 
#=> 警告: 定数 Var はすでに初期化されています

```

### コレクション
配列の作成と使用法
```
a1
 
=
 
[
1
,
 
"hi"
,
 
3
.
14
,
 
1
,
 
2
,
 
[
4
,
 
5
]]

p
 
a1
[
2
]
    
#=> 3.14

p
 
a1
[
0
..
2
]
 
#=> [1, "hi", 3.14]

p
 
a1
[
0
,
 
2
]
 
#=> [1, "hi"]

p
 
a1
.
reverse
              
#=> [[4, 5], 2, 1, 3.14, "hi", 1]

p
 
a1
.
reverse
.
flatten
      
#=> [4, 5, 2, 1, 3.14, "hi", 1]

p
 
a1
.
reverse
.
flatten
.
uniq
 
#=> [4, 5, 2, 1, 3.14, "hi"]

```

```
# いずれも以下を出力

#   ["A", "B C", "D"]

# 文字列を配列に変換

S1
 
=
 
"A  
\n
  B C
\n
D
\n
"

p
 
S1
.
split
(
"
\n
"
)
.
map
{
|
_v
|
 
_v
.
strip
}

# ヒアドキュメントを配列に変換

S2
 
=
 
<<
EOD

	A

	B C

	D

EOD

p
 
S2
.
split
(
"
\n
"
)
.
map
{
|
_v
|
 
_v
.
strip
}

# %w記法で配列に変換

p
 
%w(A B\ C D)

p
 
%w(

	A

	B\ C

	D

)

```

```
# %w記法で都道府県コードの配列を作成する例

# [1..47] = ["北海道".."沖縄県"]（一部抜粋）

p
 
A1
 
=
 
[
nil
]
 
+
 
%w(北海道 青森県 岩手県 宮城県)
 
#=> [nil, "北海道", "青森県", "岩手県", "宮城県"]

print
 
4
,
 
": "
,
 
A1
[
4
]
,
 
"
\n
"
                     
#=> "4: 宮城県"

```

ハッシュの作成と使用法
```
h1
 
=
 
{}

  
h1
[
"water"
]
 
=
 
"wet"

  
h1
[
"fire"
]
  
=
 
"hot"

h2
 
=
 
{
"water"
 
=>
 
"wet"
,
 
"fire"
 
=>
 
"hot"
}

h31
 
=
 
{
:water
 
=>
 
"wet"
,
 
:fire
 
=>
 
"hot"
}

h32
 
=
 
{
:"water"
 
=>
 
"wet"
,
 
:"fire"
 
=>
 
"hot"
}

h41
 
=
 
{
water
:
 
"wet"
,
 
fire
:
 
"hot"
}

h42
 
=
 
{
"water"
:
 
"wet"
,
 
"fire"
:
 
"hot"
}

# いずれも以下を出力

#   "hot"

p
 
h1
[
"fire"
]

p
 
h2
[
"fire"
]

p
 
h31
[
:fire
]

p
 
h32
[
:"fire"
]

p
 
h41
[
:fire
]

p
 
h42
[
:"fire"
]

# いずれも以下を出力

#   water: wet

#   fire: hot

h1
.
each
 
{
 
|
_k
,
 
_v
|
 
print
 
_k
,
 
": "
,
 
_v
,
 
"
\n
"
 
}

h2
.
each
 
{
 
|
_k
,
 
_v
|
 
print
 
_k
,
 
": "
,
 
_v
,
 
"
\n
"
 
}

h31
.
each
 
{
 
|
_k
,
 
_v
|
 
print
 
_k
,
 
": "
,
 
_v
,
 
"
\n
"
 
}

h32
.
each
 
{
 
|
_k
,
 
_v
|
 
print
 
_k
,
 
": "
,
 
_v
,
 
"
\n
"
 
}

h41
.
each
 
{
 
|
_k
,
 
_v
|
 
print
 
_k
,
 
": "
,
 
_v
,
 
"
\n
"
 
}

h42
.
each
 
{
 
|
_k
,
 
_v
|
 
print
 
_k
,
 
": "
,
 
_v
,
 
"
\n
"
 
}

```

### 制御構造
ほかの言語でもよくみられるような制御構造を用いることができる。
条件分岐
if case
```
# 以下、いずれも "ya" を出力。

S1
 
=
 
"fablic"
 
#=> length = 6

if
 
S1
.
length
 
>
 
3

  
puts
 
"ya"

else

  
puts
 
"nop"

end

puts
(

  
if
 
S1
.
length
 
>
 
3

    
"ya"

  
else

    
"nop"

  
end

)

puts
 
S1
.
length
 
>
 
3
 
?
 
"ya"
 
:
 
"nop"

puts
 
"ya"
 
if
 
S1
.
length
 
>
 
3

puts
(

  
case
 
S1
.
length

  
when
 
..
 
3

    
"nop"

  
else

    
"ya"

  
end

)

```

### ブロック
ブロックは { ... } または do ... end によって囲まれたコード列である。

一行で収まるときは { ... }、複数行にまたがるときは do ... end が使用される。
```
# { ... }

"Hello, Ruby!"
.
split
 
{
 
|
_s1
|
 
puts
 
_s1
 
}

```

```
# do ... end

"Hello, Ruby!"
.
split
 
do
 
|
_s1
|

  
puts
 
_s1

end

```

#### gsub()の罠
```
S1
 
=
 
"ABC-ABC"

# ok

# 期待どおり => "AびC-AびC"

p
 
S1
.
gsub
(
"B"
,
 
"び"
)

# NG

# 期待 => "AびBC-AびBC"

# 結果 => "AびC-AびC"

p
 
S1
.
gsub
(
/(B)/
,
 
"び
#{
$1
}
"
)

# ok

# 期待どおり => "AびBC-AびBC"

p
 
S1
.
gsub
(
/(B)/
){
 
"び
#{
$1
}
"
 
}

```

#### 繰り返し処理
配列の各要素への繰り返し処理
for
```
a1
 
=
 
[
1
,
 
2
,
 
5
,
 
13
,
 
21
]

a2
 
=
 
[]

for
 
i1
 
in
 
a1

  
a2
 
<<
 
i1
 
*
 
2

end

p
 
a2
 
#=> [2, 4, 10, 26, 42]

```

while
```
a1
 
=
 
[
1
,
 
2
,
 
5
,
 
13
,
 
21
]

i1
 
=
 
0

while
 
i1
 
<
 
a1
.
length

  
a1
[
i1
]
 
*=
 
2

  
i1
 
+=
 
1

end

p
 
a1
 
#=> [2, 4, 10, 26, 42]

```

each メソッド
```
a1
 
=
 
[
1
,
 
2
,
 
5
,
 
13
,
 
21
]

a2
 
=
 
[]

a1
.
each
 
{
 
|
i1
|
 
a2
 
<<
 
i1
 
*
 
2
 
}

p
 
a1
 
#=> [1, 2, 5, 13, 21]

p
 
a2
 
#=> [2, 4, 10, 26, 42]

a1
.
each
.
with_index
(
0
)
 
{
 
|
i1
,
 
i2
|
 
a1
[
i2
]
 
=
 
i1
 
*
 
2
 
}

p
 
a1
 
#=> [2, 4, 10, 26, 42]

```

map map! メソッド
```
a1
 
=
 
[
1
,
 
2
,
 
5
,
 
13
,
 
21
]

# map

a2
 
=
 
a1
.
map
 
{
 
|
i1
|
 
i1
 
*
 
2
 
}

p
 
a1
 
#=> [1, 2, 5, 13, 21]

p
 
a2
 
#=> [2, 4, 10, 26, 42]

# map!

a1
.
map!
 
{
 
|
i1
|
 
i1
 
*
 
2
 
}

p
 
a1
 
#=> [2, 4, 10, 26, 42]

```

times メソッド
```
a1
 
=
 
[
1
,
 
2
,
 
5
,
 
13
,
 
21
]

a1
.
length
.
times
 
{
 
|
i1
|
 
a1
[
i1
]
 
*=
 
2
 
}

p
 
a1
 
#=> [2, 4, 10, 26, 42]

```

指定した回数の繰り返し処理
```
# 以下、いずれも "foofoofoo" を出力。

s1
 
=
 
"foo"

3
.
times
 
{
 
print
 
s1
 
}

puts

print
 
(
s1
 
*
 
3
),
 
"
\n
"

```

連続する数字の繰り返し処理
```
# 連続する数字の配列を作成

p
 
(
1
..
5
)
.
to_a
 
#=> [1, 2, 3, 4, 5]

```

```
# 断続する数字をキーにした空のハッシュを作成

hi1
 
=
 
{}

[
0
..
5
,
 
10
,
 
20
..
21
,
 
30
].
each
 
do
 
|
e1
|

  
if
 
e1
.
class
 
==
 
Range

    
e1
.
each
 
do
 
|
i1
|

      
hi1
[
i1
]
 
=
 
""

    
end

  
else

    
hi1
[
e1
]
 
=
 
""

  
end

end

p
 
hi1
     
#=> {0=>"", 1=>"", 2=>"", 3=>"", 4=>"", 5=>"", 10=>"", 20=>"", 21=>"", 30=>""}

p
 
hi1
[
0
]
  
#=> ""

p
 
hi1
[
99
]
 
#=> nil

```

```
# 上記コードをワンオフ向けに特化した例

hi1
 
=
 
{}

[
(
0
..
5
)
.
to_a
,
 
10
,
 
(
20
..
21
)
.
to_a
,
 
30
].
flatten
.
each
 
do
 
|
i1
|

  
hi1
[
i1
]
 
=
 
""

end

p
 
hi1
 
#=> {0=>"", 1=>"", 2=>"", 3=>"", 4=>"", 5=>"", 10=>"", 20=>"", 21=>"", 30=>""}

```

#### ファイルの読み書き
テキストファイルの処理例
```
a1
 
=
 
[]

a2
 
=
 
[]

# (例1-1) メモリに余裕があるなら、全行読み込んで、配列にした方が扱いやすい。

aText
 
=
 
File
.
read
(
__FILE__
)
.
split
(
"
\n
"
)
.
map
{
|
_s1
|
 
_s1
.
chomp
}

aText
.
each
 
do
 
|
_s1
|

  
a1
 
<<
 
_s1
 
if
 
_s1
.
match
(
"全行"
)

end

# (例1-2) メモリに余裕がないときは、１行ずつ読み込んで処理。

File
.
open
(
__FILE__
,
 
"r"
)
 
do
 
|
_fs
|

  
_fs
.
each_line
 
do
 
|
_s1
|

    
_s1
.
chomp!

    
a2
 
<<
 
_s1
 
if
 
_s1
.
match
(
"１行ずつ"
)

  
end

end

s1
 
=
 
a1
.
join
(
"
\n
"
)
 
+
 
"
\n
"

s2
 
=
 
a2
.
join
(
"
\n
"
)
 
+
 
"
\n
"

# (例2-1) output.txt に書き込む

File
.
write
(
"output.txt"
,
 
s1
)

# (例2-2) output.txt に追記する

File
.
open
(
"output.txt"
,
 
"a"
)
 
do
 
|
_fs
|

  
_fs
.
write
 
s2

end

puts
 
%x(cat output.txt)

=begin

  Windows:

    puts %x(type output.txt)

  後述「外部コマンド等の利用」に %x() の説明あり

=end

```

バイナリファイル処理に使用するメソッド等
```
File.
read
(...       => File.
binread
(...
File.open(..., 
"r"
) => File.open(..., 
"rb"
)
File.open(..., 
"w"
) => File.open(..., 
"wb"
)
File.open(..., 
"a"
) => File.open(..., 
"ab"
)

その他、マルチバイト文字を扱うときは、エンコーディングが必要になる。
```

#### クロージャ
クロージャとなるようなブロックの引数渡し
```
# オブジェクトのインスタンス変数（変数名の頭に@が付く）でブロックを記憶。

def
 
remember
(
&
p
)

  
@block
 
=
 
p

end

# nameを受け取るブロックを引数に、上記のメソッドを呼び出す。

remember
{
|
name
|
 
puts
 
"Hello, 
#{
name
}
!"
}

# 後に必要になった時点でクロージャを呼び出す。

@block
.
call
(
"Ruby"
)
 
#=> "Hello, Ruby!"

```

メソッドからクロージャを返す例
```
def
 
create_set_and_get
(
value
 
=
 
0
)

  
return
 
proc
{
|
x
|
 
value
 
=
 
x
},
 
proc
{
value
}

end

setter
,
 
getter
 
=
 
create_set_and_get

p
 
setter
.
call
(
21
)
 
#=> 21

p
 
getter
.
call
     
#=> 21

```

### クラス
次のコードはPersonという名前のクラスである。その中、まずinitializeはオブジェクトを初期化するコンストラクタである。ほかに2つのメソッドがあり、1つは比較演算子である<=>をオーバーライドしておりArray#sortによりプロパティageでソートすることができる。もう1つのオーバーライド箇所のto_sメソッドは Kernel#puts での表示の形式を整える。attr_readerは Ruby におけるメタプログラミングの例であり、attr はインスタンス変数の入出力を司る、いわゆる値を取得する getter メソッドや値を設定する setter メソッド（アクセサ）を定義する。attr_readerは getter メソッドのみの定義である。なおメソッド中では最後に評価された式が返り値となり、明示的なreturnは省略できる。
```
class
 
Person

  
def
 
initialize
(
name
,
 
age
)

    
@name
,
 
@age
 
=
 
name
,
 
age

  
end

  
def
 
<=>
(
person
)

    
@age
 
<=>
 
person
.
age

  
end

  
def
 
to_s

    
"
#{
@name
}
 (
#{
@age
}
)"

  
end

  
attr_reader
 
:name
,
 
:age

end

group
 
=
 
[
 
Person
.
new
(
"John"
,
 
20
),

          
Person
.
new
(
"Markus"
,
 
63
),

          
Person
.
new
(
"Ash"
,
 
16
)

        
]

puts
 
group
.
sort
.
reverse

```

結果は3つの名前が年の大きい順に表示される
```
Markus (63)
John (20)
Ash (16)
```

### 例外処理
想定外のエラーが発生したとき、エラーを分別して実行を継続します。
```
begin

  
# 処理

rescue
 
error_type
 
=>
 
e

  
# error_type の例外あり

  
p
 
e

rescue
 
=>
 
e

  
# 例外あり

  
p
 
e

else

  
# 例外なしのとき実行

ensure

  
# 必ず実行

end

```

例外なし
```
# 下記を出力

#   Hello Ruby!

#   else

#   ensure

begin

  
puts
 
"Hello Ruby!"

rescue
 
=>
 
e

  
puts
 
"rescue"
,
 
e

else

  
puts
 
"else"

ensure

  
puts
 
"ensure"

end

```

例外は raise ... でも発火できる。
例外あり raise "エラー"
```
# 下記を出力

#   rescue

#   エラー

#   ensure

begin

  
raise
 
"エラー"

rescue
 
=>
 
e

  
puts
 
"rescue"
,
 
e

else

  
puts
 
"else"

ensure

  
puts
 
"ensure"

end

```

例外あり   raise ArgumentError, "Argument エラー"
```
# 下記を出力

#   ArgumentError rescue

#   Argument エラー

#   ensure

begin

  
raise
 
ArgumentError
,
 
"Argument エラー"

rescue
 
ArgumentError
 
=>
 
e

  
puts
 
"ArgumentError rescue"
,
 
e

rescue
 
=>
 
e

  
puts
 
"rescue"
,
 
e

else

  
puts
 
"else"

ensure

  
puts
 
"ensure"

end

```

### 不向きな処理
ベンチマークテストで使用される以下のようなコードを実行したとき、処理速度が著しく低下することがある。
```
i1
 
=
 
1000000

while
 
i1
 
<=
 
1010000

  
i2
 
=
 
i1
 
-
 
1

  
i3
 
=
 
2

  
while
 
i3
 
<=
 
i1

    
if
 
(
i1
 
%
 
i3
)
 
==
 
0

      
break

    
elsif
 
i3
 
==
 
i2

      
puts
 
i1
.
to_s

      
break

    
end

    
i3
 
+=
 
1

  
end

  
i1
 
+=
 
1

end

```

### 外部コマンド等の利用
Ruby on Railsが有名になったため、Rubyを書いたことがない人は「Rubyは敷居が高い」と敬遠するかもしれないが、それは誤解である。Rubyは「小さなことを少しの努力／Doing small things with little effort」で実装できる言語の一つであり、ちょっとしたプロトタイピング開発やシェルスクリプトの代替に向いている。
「少ない労力でより多くの成果を／Do more with less」
以下、外部コマンド等（コマンド、実行ファイル、スクリプト言語）のうち、Unix系コマンドを利用したコード例を記す。
(例1) 実行／成功可否(true, false)を取得
```
bool = system("...")
```

falseコマンドを実行
```
p
 
b1
 
=
 
system
(
"false"
)
 
#=> false

if
 
!
 
b1

  
STDERR
.
puts
 
"FALSE"
  
#=> "FALSE"

end

```

(例2) 実行／結果を取得
```
string = %x(...)
```

echoコマンドを実行
```
p
 
s1
 
=
 
%x(echo)
       
#=> "\n"

if
 
s1
.
strip
.
length
 
==
 
0

  
STDERR
.
puts
 
"EMPTY"
 
#=> "EMPTY"

end

```

実行中のRubyスクリプトのソースコード各行に連番を付与
```
print
 
%x(cat 
#{
__FILE__
}
 | nl -ba -w1)

```

(参考) Rubyのみで実装
```
File
.
read
(
__FILE__
)
.
each_line
.
with_index
(
1
)
 
do
 
|
_s1
,
 
_i1
|

  
print
 
_i1
,
 
"
\t
"
,
 
_s1

end

```

ホームディレクトリの隠しファイルを再帰抽出し、ディレクトリとファイルを配列にする例
```
a1
 
=
 
[]

# "~/" を絶対パス "/home/foo" に変換

sAbsPath
 
=
 
File
.
expand_path
(
"~/"
)

%x(find 
#{
sAbsPath
}
 -type f -name ".*")
.
each_line
 
do
 
|
_s1
|

  
_s1
.
chomp!

  
# ファイル名直前の "/" 位置

  
i1
 
=
 
_s1
.
rindex
(
"/"
,
 
-
1
)

  
a1
 
<<
 
[
_s1
[..
(
i1
 
-
 
1
)
]
,
 
_s1
[
(
i1
 
+
 
1
)
..]]
 
#=> (例) ["/home/foo", ".bashrc"]

end

# ディレクトリ順にソート

a1
.
sort
.
each
 
{
 
|
_a1
|
 
print
(
_a1
,
 
"
\n
"
)
 
}

```

(参考) Rubyのみで実装
```
# 直感的な理解を期待し、敢えて File.basename(), File.dirname() を使用した。

a1
 
=
 
[]

# "~/" を絶対パス "/home/foo" に変換

sAbsPath
 
=
 
File
.
expand_path
(
"~/"
)

Dir
.
glob
(
"**/*"
,
 
File
::
FNM_DOTMATCH
,
 
base
:
 
sAbsPath
)
.
each
 
do
 
|
_fn
|

  
sPath
 
=
 
File
.
join
(
sAbsPath
,
 
_fn
)

  
# ファイルか？

  
if
 
FileTest
.
file?
(
sPath
)

    
sFn
 
=
 
File
.
basename
(
sPath
)

    
# "." で始まるファイル名か？

    
if
 
sFn
[
0
]
 
==
 
"."

      
a1
 
<<
 
[
File
.
dirname
(
sPath
),
 
sFn
]
 
#=> (例) ["/home/foo", ".bashrc"]

    
end

  
end

end

# ディレクトリ順にソート

a1
.
sort
.
each
 
{
 
|
_a1
|
 
print
(
_a1
,
 
"
\n
"
)
 
}

```

Parallel gem で並列処理する例
出力結果は「処理が完了する順序で異なる」ことに注意してください。
配列による実装例
```
require
 
'parallel'

$CmdList
 
=
 
[
"sleep 2"
,
 
"ls -la"
,
 
"sleep 8"
]

# Windows版Ruby3.4現在、オプション in_processes: 未対応のようなので in_threads: を使用した。

Parallel
.
each
(
$CmdList
,
 
in_threads
:
 
4
)
 
do
 
|
_cmd
|

  
system
(
_cmd
.
strip
)

end

```

ヒアドキュメントによる実装例
```
require
 
'parallel'

$CmdList
 
=
 
<<
EOD

	# Ruby

	ruby -e 'print "Hello, Ruby!\\n"'

	# Perl

	perl -e 'print "Hello, Perl!\\n";'

	# Python

	python3 -c "print('Hello, Python!')"

EOD

Parallel
.
each
(
$CmdList
.
split
(
"
\n
"
),
 
in_threads
:
 
4
)
 
do
 
|
_cmd
|

  
system
(
_cmd
.
strip
)

end

```

(参考) Rubyスクリプトを動的に評価／実行するときは eval で実装
```
require
 
'parallel'

def
 
SubEval
(
_sec
 
=
 
0
)

  
sleep
 
_sec
 
# _sec 秒停止

  
puts
 
_sec
  
# _sec を表示

end

# 便宜上、ヒアドキュメントで記述します。

# 実用途では、標準入力／外部ファイルから読み込んだテキストデータを想定しています。

# 以下、意図的にエラーを混入しているので、実行して確認してみてください。

$CmdList
 
=
 
<<
EOD

	SubNoExist()

	SubEval("Ruby")

	SubEval(0)

	SubEval(10)

	SubEval(5)

	SubEval(1)

	SubEval(2)

EOD

# 入力データに100%の信用がないときは、例外処理を実装。

Parallel
.
each
(
$CmdList
.
split
(
"
\n
"
),
 
in_threads
:
 
4
)
 
do
 
|
_cmd
|

  
_cmd
.
strip!

  
begin

    
eval
(
_cmd
)

  
rescue
 
=>
 
e

    
puts
 
"
#{
_cmd
}
 => 
#{
e
}
"

  
end

end

```

### フィボナッチ数
適正なアルゴリズムを使用することで処理速度が改善される事例は多い。
```
# 例えば、以下のコードが、"fib.rb"に保存されているとき、

# $ ruby ./fib.rb 10

# と実行。

def
 
RtnFibIntr
(
num
 
=
 
0
)

  
if
 
num
 
==
 
0

    
return
 
[
1
,
 
2
]

  
end

  
if
 
(
num
 
&
 
1
)
 
==
 
0

    
numHalf
 
=
 
(
num
 
/
 
2
)
.
to_i

    
iPm
 
=
 
((
numHalf
 
&
 
1
)
 
==
 
0
 
?
 
1
 
:
 
-
1
)

    
f1
,
 
l1
 
=
 
RtnFibIntr
(
numHalf
)

      
l2
 
=
 
(
l1
 
*
 
l1
)
 
-
 
(
2
 
*
 
iPm
)

      
f2
 
=
 
(
f1
 
*
 
l1
)
 
-
 
iPm

  
elsif
 
(
num
 
%
 
8
)
 
==
 
7

    
f1
,
 
l1
 
=
 
RtnFibIntr
(
num
 
+
 
1
)

      
f2
 
=
 
(
2
 
*
 
f1
)
 
-
 
l1

      
l2
 
=
 
(
3
 
*
 
f2
)
 
-
 
f1

  
else

    
f1
,
 
l1
 
=
 
RtnFibIntr
(
num
 
-
 
1
)

      
f2
 
=
 
(
3
 
*
 
f1
)
 
-
 
l1

      
l2
 
=
 
(
2
 
*
 
f2
)
 
-
 
f1

  
end

  
return
 
[
f2
,
 
l2
]

end

def
 
SubFib
(
num
 
=
 
0
)

  
if
 
num
 
>
 
0

    
print
 
num
,
 
"
\t
"
,
 
RtnFibIntr
(
num
 
-
 
1
)
[
0
]
,
 
"
\n
"

  
end

end

def
 
main
()

  
if
 
ARGV
.
length
 
>
 
0

    
i1
 
=
 
ARGV
[
0
].
to_i

    
SubFib
(
i1
)

  
end

end

main
()

```

## Rubyの周辺技術
- 分散オブジェクトを実現する dRuby
- Ruby スクリプトに埋め込むことができる文書形式RD
- Ruby によるRDを採用したウィキ、RWiki
- Ruby からSDLライブラリを扱えるようにするRuby/SDL
- Ruby から Delphi を扱えるようにする Apollo
- Ruby によるウェブアプリケーションフレームワーク Ruby on Rails
- Ruby の処理系の一つでRuby1.9以後の処理系として採用されている YARV
- Ruby の統合開発環境 RDE
- Ruby のコードを Windows の実行形式ファイルに変換する Exerb
- Ruby 用のライブラリ管理システムである RubyGems
- Apache HTTP Server に組み込むための mod ruby
- サーバサイドでHTMLへの埋め込み Ruby 文を実現する eRuby
- Ruby のコードをJavaScriptへ変換するコンパイラ　Opal
- Microsoft Windows の ActiveX 環境で Ruby インタープリターを呼び出す ActiveScriptRuby（Internet Explorer 限定だがHTMLに埋めこんでクライアント上で動かすスクリプト言語として Rubyを指定できるようになる）
- Ruby から Win32API やCOMコンポーネントを呼び出すためのライブラリー WIN32OLE
- JavaScript や Flash 上で動く Ruby の処理系 HotRuby
- Ruby によるビヘイビア駆動開発のためのフレームワーク RSpec
- Ruby で書かれたビルドツール Rake
- Ruby で書かれたmacOS パッケージ管理システム homebrew
- Ruby からDirectXを使用するための拡張ライブラリ DXRuby
- Ruby プログラミングを視覚的直感的に開発可能とする、Scratch (プログラミング言語)のRuby対応版（Rubyソースを生成するScratchとも言えるもの）とでも言うべきGUI型IDE Smalruby

## Rubyで開発されたアプリケーション
- tDiary
- 影舞
- Hiki
- Chef
- Vagrant
- Ruby on Rails
  - GitHub
  - Metasploit
  - Redmine
  - Basecamp
  - RadiantCMS
- qwikWeb
- WEBrick
- Mongrel（英語版）
- Phusion Passenger
- Puppet
- mikutter
- Serverspec

## Rubyを組み込んだアプリケーション
RPGツクールXP・RPGツクールVX
株式会社エンターブレインから発売されているRPG制作ソフトシリーズのうち、RPGツクールXPとRPGツクールVXでは、Ruby をツクール専用にカスタマイズした RGSSを搭載している。同シリーズの従来ソフトではあらかじめ用意された機能しか使えなかったが、RGSSにより戦闘などのシステムを一から構築する事が出来るようになった。
RPGツクールMVからは開発言語がJavaScriptに変更になった。

## エピソード

### ブロック構造構文の選択理由
Ruby ではブロック構造を end で終える構文が採用されているが、Matzは他の構文が採用される可能性があったことを述べている。当時、Emacs 上で end で終える構文をオートインデントさせた例はあまりなく、Ruby 言語用の編集モードにオートインデント機能を持たせられるかどうかが問題になっていたためである。実際には数日の試行でオートインデント可能であることがわかり、現在の構文になった。C言語のような{ ... }を使った構文も検討されていたが、結局これは採用されなかった。

### ゆかりのある地域
Rubyは日本の国産言語として知られており、特にRubyとゆかりのある次の地域は "Rubyの聖地" と呼ばれている。
- 静岡県浜松市 - Matzが日本タイムシェア株式会社（現：TIS株式会社）の浜松市にあった研究所に勤務していた1993年にRubyの開発を開始[12]。
- 愛知県名古屋市 - 株式会社トヨタケーラム（現：株式会社トヨタシステムズ）在籍時、1995年にRubyをオープンソースソフトウェアとして公開[12]。
- 島根県松江市 - 1997年から島根県松江市に移り、同市の株式会社ネットワーク応用通信研究所 （NaCl）フェローとしてRubyの普及に尽力[12][13]。

### Matzが書いたコードの割合
当初は当然、Matzが書いたコードばかりだったが、2010年前後に主要開発者の立場からは外れ、10年ほど経過した2020年9月8日現在では、RubyのCコード509,802行のうち、Matzがコミットしたのは36,437行で1割以下という状況になっていた。Matzは「意外と多いなという印象です」と語った。一方、Matzがプログラマーとして関わっているmrubyについて同様の方法で測定したところ、67,068行中、25,049行で、しかもmrubyでは他に代理コミットしてもらったものもあるので、「それを加えると32,653行で、約半分ってところですかね」とのことであった。

## 言語間競争とRuby
Python に満足していれば Ruby は生まれなかった
Ruby on Rails が Python ではなく Ruby で作られた理由 - 開発者のハンソンがRubyに恋をしたから
「Rubyは死んだ」のか? 検索ワード頻度では分からない Ruby の生産性やビジネス上の価値
「Ruby Business Users Conference 2018 Winter」(2018年12月14日)より抜粋。
どのプログラミング言語が最もよく使われているかを判断することは難しい。